# Omalós
Le plateau d’Omalós (en grec Οροπέδιο Ομαλού) est un plateau montagneux de Crète, en Grèce. Il se situe dans le massif des Lefká Óri, dans le nome de La Canée, à 38 kilomètres au sud de La Canée. Son altitude moyenne est de 1 250 mètres.
Le sentier pour les gorges de Samaria part du plateau d'Omalós, au lieu-dit Xyloskalo (« les escaliers de bois »). À Xyloskalo, de l'autre côté des gorges, se dressent les sommets de Gigilos (2080m), de Psilafi (1984m) et d'Agathoti (1768m). Selon la légende, le roi des dieux Zeus aurait eu son trône en haut du Gigilos et aurait organisé des courses de char en haut de l'Agathoti.
Le plateau marque la rencontre de trois provinces de l'île : Kydonia, Sfakiá et Sélino. Seuls trois accès mènent au plateau : la route depuis La Canée, les gorges de Samaria vers Agía Rouméli et la route vers le sud-ouest vers Sougia. Cette position difficilement accessible explique pourquoi Omalós fut un centre de résistance contre l'occupation turque. Le chef crétois Hatzimichalis Yiannaris est enterré sur le plateau.
Le village d'Omalós, situé sur le plateau, compte 28 habitants.